# Orbán Gyöngyi
Orbán Gyöngyi (Zsibó, 1955. január 17. –) erdélyi magyar irodalmár, tankönyvíró, egyetemi tanár.

## Életútja
Kolozsváron érettségizett, az akkor 3. sz. Elméleti Líceumban; a Babeș-Bolyai Egyetemen szerzett magyar-francia szakos tanári oklevelet (1978), majd ugyanott irodalomtudományi doktorátust (1998). Tanári pályáját a szentegyházi líceumban kezdte; 1980–84 között Sepsiszentgyörgyön általános iskolai tanár, 1984–88 között a Történelem-Filológia Líceumban, 1988–93 között a Székely Mikó Kollégiumban tanított; 1993-tól előadótanár, a Babeș-Bolyai Egyetem Magyar Irodalomtudományi Intézetének tagja.

## Munkássága
Első tanulmányát 1982-ben a Korunk közölte Az érték fogalma az általános iskolai irodalomtanításban. Ez és későbbi tanulmányai az Igaz Szóban (A művészi visszatükrözés. 1988/10, A művészet jelszerűsége. 1989/1, A művészi többletjelentés forrásai. 1989/3, Értékek világa. 1989/7-8-9. stb.) már jelzik az irodalmi mű újfajta megközelítésének azokat a dimenzióit, amelyekre részben az irodalomoktatás eddigi gyakorlatát gyökereiben megújító tankönyvei és szöveggyűjteményei, részben doktori értekezése és az azt közvetlenül megelőző nagyobb tanulmányai (A pedagógia hermeneutikai bírálata. Korunk 1990/9, A hermeneutikai szempontú műelemzés. Nyelv- és Irodalomtudományi Közlemények 1992/1, Az irodalomtanítás hermeneutikai horizontja. Korunk 1992/8, Az irodalmi műalkotás létmódjának hermeneutikai felfogásához. NyIrK 1994/2,Írás és olvasás. Nouvelles tendences en littérature comparée. II. Szeged-Amiens 1996, A „Megértő irodalomolvasás” tankönyv tolmács-szerepben. Könyv, könyvtár, könyvtáros. 1997. jún. stb.) alapozódnak.
Tulit Ilonával elkészítette a magyar irodalomtanítás új tantervének koncepcióját (A Hét 1993/18-22), Berszán Istvánnal és Gábor Csillával egy javaslatot az egyetemi felvételi rendszer módosítására (A Hét 1994/19-20), mindkettővel élénk szakmai vitát váltva ki. Szervezője a modern irodalomértés és -értelmezés kérdéseiről megrendezett Hermész-Táboroknak és egyéb, e témákkal foglalkozó szakmai értekezleteknek (1994-től); tudományos munkatársa a kolozsvári Központi Egyetemi Könyvtár Philobiblon című angol nyelvű folyóiratának, amelyben szakközleményei is jelennek meg. Írásait közölte még a Helikon, az Erdélyi Múzeum és a Nyelv-Irodalom-Tanítás Társulat NYIT-Lapok című kiadványa is.

## Művei
Önálló kötetei: 
- Megértő irodalomoktatás; Stúdium, Kolozsvár, 1998
- Ígéret kertje. A dialógus poétikája felé; Pro Philosophia, Kolozsvár, 1999
- Háttérelemzések. Esszék a korszerű irodalomtanítás köréből; Komp-Press, Kolozsvár, 2000 (Ariadné könyvek)
- Dialógus és retorika. A III. Hermész táborban elhangzott előadások. Torockó, 1999. augusztus 25–27.; összeáll. Orbán Gyöngyi; Erdélyi Múzeum-Egyesület, Kolozsvár, 2001 (Erdélyi tudományos füzetek)
- Híd és korlát. Irodalmi hermeneutikai esszék; Egyetemi Műhely–Bolyai Társaság, Kolozsvár, 2014 (Tanulmányok. Bolyai Társaság)
- Az idő paradoxonai. A Babeş-Bolyai Tudományegyetem Magyar Irodalomtudományi Intézetének házikonferenciája, 2013. május 16–17.; szerk. Orbán Gyöngyi, Borbély András, Serestély Zalán; Egyetemi Műhely–Bolyai Társaság, Kolozsvár, 2015 (Egyetemi füzetek)
- Széljegyzetek egy tankönyvkísérlethez. Irodalomoktatás és hermeneutika; Egyetemi Műhely–Bolyai Társaság, Kolozsvár, 2017

Szerzője a Megértő irodalomolvasás című tankönyveknek és szerkesztője a hozzá tartozó szöveggyűjteménynek (Calibra Kiadó, Budapest 1997), alternatív tankönyveknek a IX–XI. osztályok számára (Sepsiszentgyörgy 1997–2000), az Esztétikai olvasókönyv a szép aktualitása kérdéséhez (Polis Kiadó, Kolozsvár 1999), Bevezetés az olvasás "mesterségébe" (Polis Kiadó, Kolozsvár, 2002) című szöveggyújteményeknek, Megértő irodalomolvasás 14–15 éves diákok számára. Középkor, reneszánsz, barokk (Holnap Kiadó, Budapest, 2003), Irodalmi szöveggyűjtemény 14–15 éves diákok számára. Középkor, reneszánsz, barokk (Holnap Kiadó, Budapest, 2003), Olvasókönyv a szakiskolák 9. osztályának (T3 Kiadó, Sepsiszentgyörgy, 2004), Olvasókönyv a középiskolák 9. osztályának (T3 Kiadó, Sepsiszentgyörgy, 2004), Olvasókönyv a középiskolák 10. osztályának (T3 Kiadó, Sepsiszentgyörgy, 2005), Irodalomtörténeti olvasókönyv. Alternatív tankönyv XI. osztály számára (T3 Kiadó, Sepsiszentgyörgy, 2001), Olvasókönyv XII. osztályosoknak (T3 Kiadó, Sepsiszentgyörgy, 2007) című tankönyveknek